# The McCoys
The McCoys waren eine US-amerikanische Band, die ihren größten Erfolg 1965 mit dem Titel Hang On Sloopy hatte.

## Bandgeschichte
1962 gründeten die Brüder Rick (Gitarre) und Randy Zehringer (Schlagzeug) in Union City, Indiana, die Band Rick And The Raiders. Mit dabei war Dennis Kelly am Bass. Nach einem Zwischenspiel als The Rick Z-Combo und mit Ronnie Brandon an den Keyboards sowie Randy Jo Hobbs anstelle von Kelly am Bass nannten sie sich schließlich 1965 die McCoys. Brandon verließ später die Gruppe, für ihn stieg 1967 Robert „Bobby“ Peterson an den Keyboards ein.

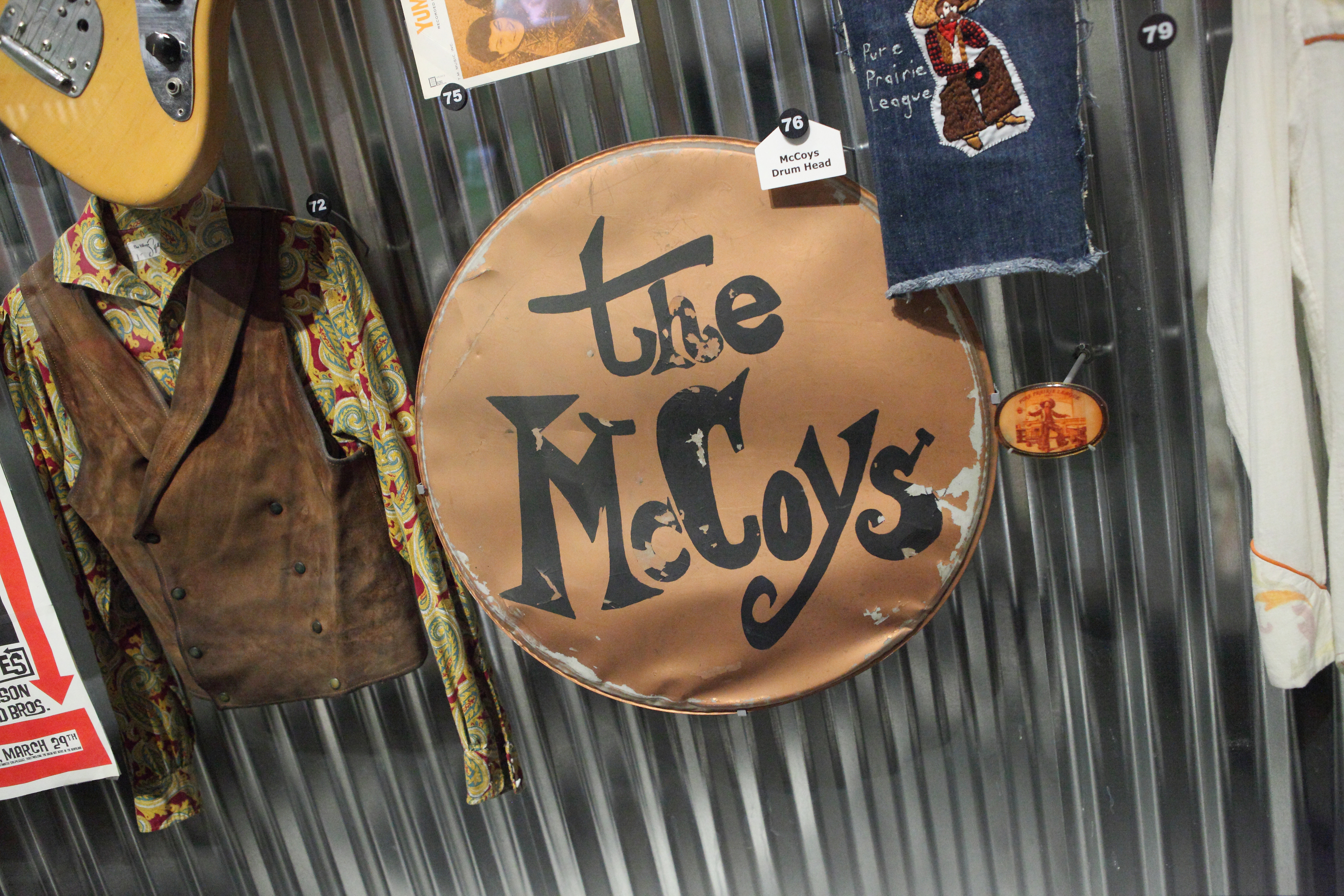
Logo der McCoys in der Rock and Roll Hall of Fame, 2014

Die erste Single der McCoys, Hang on Sloopy, stürmte sofort die Charts (in den USA auf Platz 1 der Billboard Hot 100). Danach hatten sie mit Fever und C’Mon Let’s Go weitere Hits.
1970 schloss sich der Kern der McCoys, die Zehringer-Brüder und Hobbs, Johnny Winter als Begleitband an. Rick änderte seinen Namen in Rick Derringer. Er starb am 26. Mai 2025 in Ormond Beach, Florida.
Hobbs starb am 5. August 1993 (Derringers Geburtstag) im Alter von 45 Jahren an Herzversagen in einem Hotelzimmer in Dayton, Ohio. Peterson starb am 21. Juli 1993 im Alter von 47 Jahren in Gainesville, Florida.

## Diskografie

### Alben
| Jahr | Titel          | Höchstplatzierung, Gesamtwochen, AuszeichnungChartsChartplatzierungen (Jahr, Titel, Platzierungen, Wochen, Auszeichnungen, Anmerkungen) | Anmerkungen |
| Jahr | Titel          | US | Anmerkungen |
| ---- | -------------- | --- | ----------- |
| 1965 | Hang On Sloopy | US44 (19 Wo.)US |             |

Weitere Alben
- 1966: (You Make Me Feel) So Good
- 1969: Infinite McCoys
- 1969: Human Ball
- 1995: Hang On Sloopy – The Best of the McCoys

### Singles
| Jahr | Titel Album                                         | Höchstplatzierung, Gesamtwochen, AuszeichnungChartplatzierungen (Jahr, Titel, Album, Platzierungen, Wochen, Auszeichnungen, Anmerkungen) | Höchstplatzierung, Gesamtwochen, AuszeichnungChartplatzierungen (Jahr, Titel, Album, Platzierungen, Wochen, Auszeichnungen, Anmerkungen) | Höchstplatzierung, Gesamtwochen, AuszeichnungChartplatzierungen (Jahr, Titel, Album, Platzierungen, Wochen, Auszeichnungen, Anmerkungen) | Höchstplatzierung, Gesamtwochen, AuszeichnungChartplatzierungen (Jahr, Titel, Album, Platzierungen, Wochen, Auszeichnungen, Anmerkungen) | Anmerkungen |
| Jahr | Titel Album                                         | DE | AT | UK | US | Anmerkungen |
| ---- | --------------------------------------------------- | --- | --- | --- | --- | ----------- |
| 1965 | Hang On Sloopy                                      | DE5 (16 Wo.)DE | AT6 (4 Wo.)AT | UK5 (14 Wo.)UK | US1 (14 Wo.)US |             |
| 1965 | Fever Hang On Sloopy                                | DE34 (4 Wo.)DE | — | UK44 (4 Wo.)UK | US7 (11 Wo.)US |             |
| 1966 | Up and Down                                         | — | — | — | US46 (6 Wo.)US |             |
| 1966 | Come On Let’s Go (You Make Me Feel) So Good         | — | — | — | US22 (9 Wo.)US |             |
| 1966 | (You Make Me Feel) So Good                          | — | — | — | US53 (4 Wo.)US |             |
| 1966 | Don’t Worry Mother, Your Son’s Heart Is Pure        | — | — | — | US67 (5 Wo.)US |             |
| 1967 | I Got To Go Back (And Watch That Little Girl Dance) | — | — | — | US69 (5 Wo.)US |             |
| 1967 | Beat The Clock                                      | — | — | — | US92 (2 Wo.)US |             |